# PKP EP09 sorozat
A PKP EP09 sorozat egy lengyel Bo'Bo' tengelyelrendezésű 3000 V DC áramrendszerű villamosmozdony-sorozat. Összesen 47 db-ot gyártott belőle 1986 és 1997 között a Pafawag.

## Története

### Gyártása
A 125 km/h-nál nagyobb sebességű vonatok közlekedésére alkalmas új lengyel mozdonycsalád tervezése az 1970-es években kezdődött. A tervek közül végül csak egy valósult meg, amely az EP09 mozdonyok megépítését eredményezte.
Az 1980-as évek elején a CMK vonalat (vasúti törzshálózat) előkészítették a személyszállításra. Ezt megelőzően kizárólag teherszállításra használták. Eleinte PKP EU05 és PKP EP05 mozdonyokkal közlekedtek ezen a vonalon, de a lengyel vasútnak gyorsabb, 160 km/h sebességet elérő mozdonyokra volt szüksége.
A mozdonyt a poznańi Ośrodek Badawczo-Rozwojowy Pojazdów Szynowych (Vasúti Járművek Kutatási és Fejlesztési Központja) tervezte. A prototípus 1986-ban készült el, és a wrocławi Pafawagban épült. A mozdonyt nyugati alkatrészekből tervezték megépíteni, de a súlyos pénzügyi megszorítások miatt sok modern megoldástól el kellett tekinteni. A Szovjetunióval való együttműködés is kevés eredményt hozott, ráadásul a keleti blokk összeomlása után Lengyelország kénytelen volt régi PKP EP07-es megoldásokat használni a későbbi EP09-es sorozatban.
Bevetés
Lehetetlen két egyforma mozdonyt találni ebből a sorozatból, mivel a konstrukció minden egyes gép elkészülte után változott. Az első EP09-es mozdonyt 1986-ban, a következőt 1987-ben mutatták be. Az új menetrend szerint 1988. május 29-én ez a két mozdony kezdte meg a menetrendszerű szolgálatot. 2005-ben az EP09 festését átdolgozták és bemutatták. A mozdonyokat a menetrendszerű szervizek során átfestették.
Az összes legyártott mozdony, kivéve az EP09-035-öst (amely részt vett a Szczekociny vasúti balesetben), még mindig teljesen működőképes és a krakkói és varsói fűtőházakhoz vannak beosztva. 12 egység a krakkói Prokocim depóban dolgozik, a többi Varsóba van beosztva. A CMK vonalon való közlekedés mellett ezek a mozdonyok a Varsó-Poznań-Szczecin, Varsó-Poznań-Wrocław, Varsó-Lublin és Varsó-Kielce vonalakon is megfigyelhetők. Az EP09 sorozat nagymértékben hibásnak bizonyult, 1996-ban például a PKP 10 vontatómotort és 24 forgóvázat volt kénytelen lecserélni. Ugyanebben az időben a kompresszorok súlyos meghibásodását észlelték. 2000 végén az EP09-eseket ideiglenesen Gdańskba küldték. Erre azért került sor, hogy a mozdonyvezetők megismerkedjenek ezzel a mozdonytípussal, mielőtt a Varsó-Gdańsk vonalon megemelnék a megengedett legnagyobb sebességet.

### Korszerűsítés
2021 augusztusában a PKP Intercity ajánlatkérést írt ki mind a 46 mozdony átfogó korszerűsítésére, a mozdonyok modernizálására, többek között az egyenáramú vontatómotorok aszinkronra és a motor-generátor szettek kapcsolóüzemű inverterekre történő cseréjére, a forgóvázak korszerűsítésére, valamint a mozdonyok ETCS telepítésére való felkészítésére.

## Mozdonyok beosztása
| Mozdony számok | Üzemeltető | Megjegyzés |
| --- | ---------- | ---------- |
| 001, 002, 003, 005, 007, 008, 013, 014, 031, 045, 046, 047 | Krakkó     |            |
| 004, 006, 009, 010, 011, 012, 015, 016, 017, 018, 019, 020, 021, 022, 023, 024, 025, 026, 027, 028, 029, 030, 032, 033, 034, 035, 036, 037, 038, 039, 040, 041, 042, 043, 044 | Varsó      |            |

## Becenevek
- Dziewiątka (A Kilences)
- Epoka (The Epoch)